# Celenterate

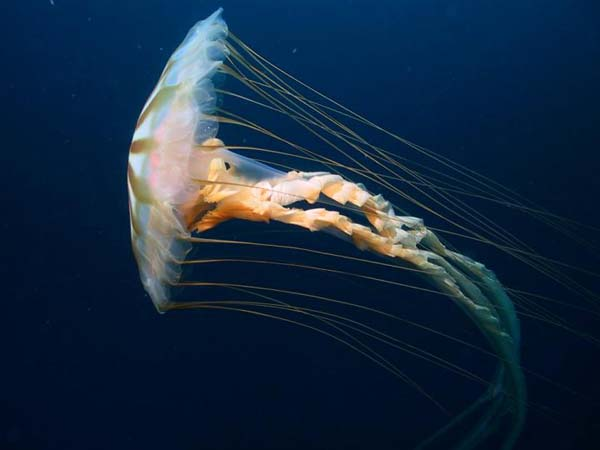
Meduză

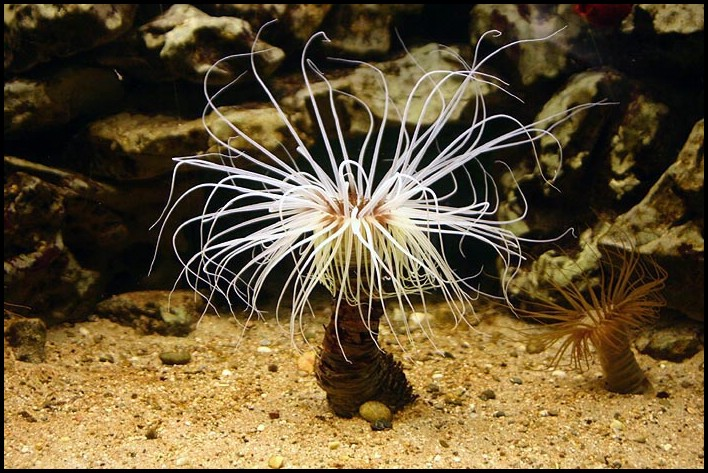
Ceriantari

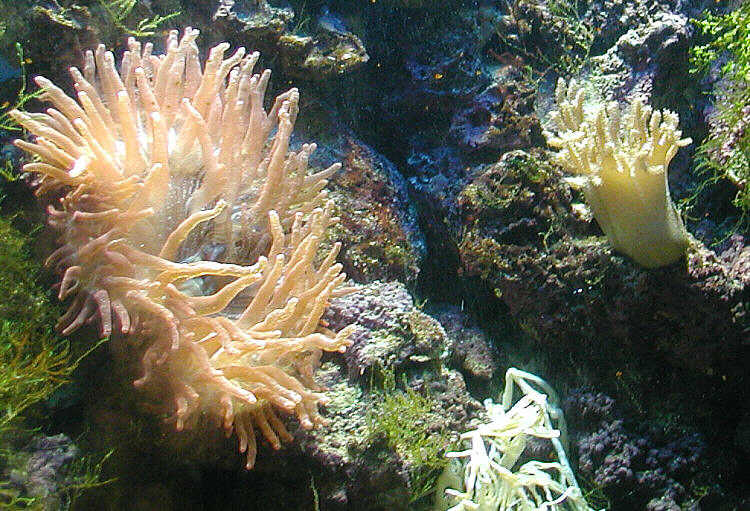
Actinie

Celenterate (Coelenterata, Radiata) sunt o subdiviziune de animale nevertebrate, acvatice, ce trăiesc în orice mediu salin. 
Sunt organisme diploblastice propriu-zise, având corpul format din două foițe embrionare și anume ectoderm și endoderm. Între aceste două foițe embrionare  aceste organisme au o mezoglee care  poate fi anhistă sau celulară.
Posedă celule urzicatoare sau lipicioase.
Corpul lor este pluricelular, fără organe. Are formă de sac, cu un singur orificiu buco-anal, înconjurat de tentacule.

## Simetria corpului
Primitiv este radiară. Aceasta devine secundar bilaterală ca la anthozoare, sau biradiară la ctenofori.

## Hrănirea
De regulă celenteratele se hrănesc cu pești. Cavitatea gastrică are aspect saciform, ca la hidrozoare. Secundar această cavitate se compartimentează cum se întâmplă la polipii de scifozoare și anthozoare.

## Sistemul nervos
Celenteratele sunt organisme neuromiare (organisme care posedă sistem nervos și musculatură). Sistemul nervos este reprezentat de un plex subepitelial difuz, care este legat de ectoderm și endoderm. La unele grupe, ca de exemplu: la meduze și ctenofori se dezvoltă organe de simț (oceli, statociști, ropalii). Această dezvoltare se datorează vieții active pe care o duc acestea. Sunt prezente și condensări nervoase.

## Sistemul muscular
Este format din celule epitelio-musculare. Aceste celule pot avea fibre netede longitudinale în ectoderm, sau circulare în ectoderm. În subumbrela meduzelor aceste celule au fibre striate.

## Reproducerea
Se poate face fie asexuat prin înmugurire sau diviziune, sau sexuat. Majoritatea celenteratelor au metageneză în ciclul de viață.

## Mediul de traire și diversitatea
Încrengătura celenterate cuprinde cca 9.000 de specii de animale acvatice fixate-polipii si libere-meduzele.
Hidra sau polipul de apa dulce (din lat.polis-mult,podos-picioare) se fixează de plantele acvatice cu tentaculele în jos. Corpul ei este cilindric, iar cavitatea bucală este înconjurată de 5-12 tentacule.
Actiniile sunt polipi marini de dimensiuni mari viu colorați în verde, albastru, roșu. Ele au în jurul orificiului bucal-anal câteva coroane de tentacule scurte și groase care-i dau aspectul unor "flori de mare" sau "anemone".
Meduzele sunt celenterate înotătoare care au corp gelatinos cu aspect  de umbrelă (Aurelia aurita, Rizostoma). În centrul părții inferioare a corpului se deschide orificiul buco-anal, iar pe marginile corpului sunt dispuse tentaculele.
După Georgescu 1997. celenteratele se clasifică astfel: 
Regnul Animalia
Subregnul Metazoa
Diviziunea Dipoloblastica (Radiata) 
Subdiviziunea Coelenterata
Încrengătura Cnidaria
Clasa Hydrozoa
Ordinul Hydrida
Ordinul Tubularia
Ordinul Campanularia
Ordinul Trachilina
Subclasa Syphonophora
Clasa Sczphozoa
Clasa Anthozoa
Subclasa Octocorallia
Subclasa Hexacoralia
Încrengătura Ctenaria
Clasa Ctenophora
Subclasa Tentaculate
Subclasa Atentaculate